# Лекустень (комуна)
Лекустень, Лекустені (рум. Lăcusteni) — комуна у повіті Вилча в Румунії. До складу комуни входять такі села (дані про населення за 2002 рік):
- Генешть (320 осіб)
- Контя (361 особа)
- Лекустень (278 осіб)
- Лекустеній-де-Жос (250 осіб)
- Лекустеній-де-Сус (329 осіб)

Комуна розташована на відстані 176 км на захід від Бухареста, 58 км на південний захід від Римніку-Вилчі, 41 км на північ від Крайови.

## Населення
У 2009 році у комуні проживали 1525 осіб.